# Aérodrome d'Amougies
L'aérodrome d'Amougies est un aérodrome de type récréatif en province de Hainaut en Belgique.
Cet aérodrome est ouvert aux ULM et aux hélicoptères. Comme beaucoup d'aérodromes récréatifs belges, il exige une autorisation préalable (PPR ou prior permission required) ; en pratique, un simple appel téléphonique permet de lever les incertitudes.